# Leonidas Iza
Segundo Leonidas Iza Salazar, né vers 1982, est un militant kichwa-panzaleo des droits des autochtones et homme politique équatorien. Il est le président de la Confédération de nationalités indigènes de l'Équateur (CONAIE) depuis 2021. Avec Jaime Vargas, il est l'un des principaux meneurs des manifestations anti-austérité de 2019 contre le gouvernement de Lenín Moreno,.

## Jeunesse et formation
Il est le fils de José María Iza Viracocha, un dirigeant autochtone historique, et de Rosa Elvira Salazar. Ses deux parents sont des figures des luttes contre le huasipungo, issu du système de la hacienda. Il est également le cousin de Leonidas Iza Quinatoa, ancien député et acteur du premier soulèvement autochtone.
Il a étudié l'ingénierie environnementale à l'Université technique de Cotopaxi. . Issu d'une famille modeste, il est le seul de ses huit frères et sœurs à avoir étudié à l'université. Sur le plan professionnel, il se consacre à la production laitière et au développement et à la gestion de projets.
Il s'engage dans le mouvement des droits des autochtones en tant que catéchiste à l'âge de 15 ans, après avoir lu l'œuvre de Galeano.

## Parcours militant

### Ascension politique
En 2010, il devient président de la communauté de San Ignacio de Toacaso, dans le canton de Latacunga, puis membre de la commission des jeunes, dont il devient le dirigeant en 2013, et membre du comité provincial du parti Pachakutik,. En 2012, il s'oppose avec son parti à la pré-candidature à la vice-présidence d'Auki Tituaña comme colistier de Guillermo Lasso.

### Présidence du MICC
Lors du congrès du Movimiento Indígena y Campesino de Cotopaxi (MICC), qui se tient du 30 septembre au 1er octobre 2016, il est élu président de l'organisation. Représentant l'Unión de Organizaciones Campesinas del Norte de Cotopaxi (Unocan) et bénéficiant du soutien de 22 organisations, il remporte le vote avec 102 voix contre 75 pour Manuel Vega et 18 pour Gerardo Saca.
Au second tour des élections de 2017, il refuse d'apporter le soutien du MICC à la candidature du conservateur de droite Guillermo Lasso, tout en acceptant que des membres de l'organisation lui apportent leur soutien personnel. En 2018, il est réélu à son poste de président du MICC. La même année, il soutient localement la candidature de Jorge Guamán à sa réélection à la préfecture de Cotopaxi, remise en question malgré la victoire du préfet lors des primaires de Pachakutik,.
En août de la même année, il est accusé d'incitation à la discorde entre les citoyens, dont enlèvement, intimidation, occupation, utilisation illégale de terres ou trafic de terres et usurpation et simulation de fonctions publiques, dans le cadre du système de justice traditionnel autochtone,. Le 10 septembre 2019, il est acquitté du délit de trafic de terres.

### Manifestations de 2019
Dirigeant des manifestations anti-austérité qui se déroulent entre le 1er et le 13 octobre 2019, puis participant à la table de dialogue qui met fin au mouvement social, il acquiert une notoriété nationale. Lors des négociations le mouvement autochtone se dissocie des revendications du mouvement de la révolution citoyenne de l'ancien président Rafael Correa, qui exige la démission du président Moreno et la tenue d'élections anticipées.
Il menace par la suite d'appliquer la justice autochtone à l'encontre du vice-président Otto Sonnenholzner en raison de ses actions dans les villages indigènes, qu'il décrit comme une façon de « diviser le mouvement indigène ».

### Présidentielle de 2021
Membre de l'aile gauche de Pachakutik, il est initialement précandidat à la présidentielle de 2021, avant le retrait de sa candidature. Il apporte par la suite son soutien à la candidature de Yaku Pérez, tout en restant à l'écart de sa campagne. Lors du second tour affrontant le candidat de gauche Andrés Arauz à Guillermo Lasso, il appelle au vote nul, conformément au choix de Pachakutik, contrairement à Jaime Vargas, dont il est proche, qui soutient Arauz.

### Présidence de la CONAIE
À la suite de la destitution de Jaime Vargas et de la présidence par intérim de Manuel Castillo, Leonidas Iza devient le nouveau président de la Confédération des nationalités indigènes de l'Équateur (CONAIE). Représentant le MICC, il parvient à gagner les votes de certains des délégués de la côte, de l'Amazonie et des Hautes Terres, obtenant 821 voix, contre 287 pour María Andrade et 153 pour Marco Guatemal. Sa nomination est confirmée le dimanche 27 juin 2021, le dernier jour du VIIe Congrès national de la CONAIE, qui s'est tenu dans la ville de Salasaca, dans la province de Tungurahua.
Lors de son élection, il s'engage à lutter contre l'extractivisme et pour l'abandon des projets miniers, à défendre l'éducation interculturelle bilingue, la justice et l'autogouvernance autochtone et porter la reconnaissance officielle des autorités communautaires autochtone. Il défend le caractère plurinational de l'Équateur, en vertu de la constitution de 2008 adoptée sous la présidence de Rafael Correa.
Il est l'une des figures des manifestations de 2022 en Équateur contre le président Guillermo Lasso et la baisse du niveau de vie dans les communautés rurales. Guillermo Lasso l'accuse d'être un "anarchiste" et de vouloir provoquer un "coup d’État" mais les peuples autochtones voient en lui un défenseur fidèle de leurs causes. Il est arrêté par les forces au cours du mouvement de police mais la justice ordonne par la suite sa libération.

## Prises de position
Leonidas Iza se réclame de la gauche radicale et défend un "communisme indo-américain". Les références qu'il revendique sont Dolores Cacuango et Transito Amaguaña, pionniers de la lutte pour les droits des indigènes au milieu du XXe siècle. Il cite également l'essai Les Veines ouvertes de l'Amérique latine d'Eduardo Galeano et l'œuvre de José Carlos Mariátegui,.
Soutien de l'ancien président bolivien Evo Morales, il participe avec Jaime Vargas à une rencontre politique avec ce dernier en novembre 2020 à Chimoré, en Bolivie, dans le contexte l'élection de Luis Arce et de la fin de son exil argentin.